# Bioökonomierat
Der vom Bundesministerium für Bildung und Forschung (BMBF) und Bundesministerium für Ernährung und Landwirtschaft (BMEL) unterstützte Bioökonomierat (BÖR) (vorher Forschungs- und Technologierat Bioökonomie) wurde bei der Deutschen Akademie der Technikwissenschaften (acatech) als ehrenamtliches und unabhängiges Beratungsgremium für die Deutsche Bundesregierung eingerichtet. In der ersten Arbeitsphase zwischen 2009 und 2012 wurden fünf Berichte, sieben Empfehlungen und ein Gutachten erarbeitet.
Nachdem der erste Bioökonomierat im Frühjahr 2012 seine Arbeit planmäßig beendet hatte, wurde ein neues Gremium unter gleichem Namen im August 2012 von der Bundesregierung ernannt, das bis 2020 im Amt war. Die Geschäftsstelle des ersten und zweiten Bioökonomierats war bei der BIOCOM AG in Berlin angesiedelt. Seit Juni 2021 wird die Geschäftsstelle von der ebenfalls in Berlin ansässigen VDI Technologiezentrum GmbH betreut.

## Aufgabe
Das Ziel der Bundesregierung ist, mit Forschung und Innovation einen Strukturwandel von einer erdöl- hin zu einer biobasierten Industrie zu ermöglichen. Dies ist mit großen Chancen für Wachstum und Beschäftigung verbunden. Der Bioökonomierat erfüllt auf diesem Weg zu einer biobasierten Wirtschaft eine wichtige Beratungsfunktion. Die 20 Mitglieder des Gremiums decken mit ihrem Sachverstand das Thema wissensbasierte Bioökonomie in seiner inhaltlichen Breite ab, suchen nach Wegen für nachhaltige Lösungen und stellen ihre Erkenntnisse in einen globalen Kontext.

## Zusammensetzung
Die Mitglieder des Bioökonomierates sind Experten aus den Bereichen Wirtschaft, Wissenschaft und Gesellschaft.

### Ratsmitglieder seit Dezember 2020
Im Dezember 2020 wurden die neuen Mitglieder des Bioökonomierats berufen. Seitdem hat er 19 Mitglieder unter dem Vorsitz von Daniela Thrän und Iris Lewandowski. Die Mitglieder des Rates wurden für 3 Jahre berufen. Ratsmitglieder seit 2020 sind:
- Daniela Thrän, Vorsitzende – Leiterin des Department Bioenergie am Helmholtz-Zentrum für Umweltforschung, Bereichsleiterin Bioenergiesysteme am Deutschen Biomasseforschungszentrum, Lehrstuhl Bioenergiesysteme an der Universität Leipzig
- Iris Lewandowski, Vorsitzende – Professorin für Nachwachsende Rohstoffe in der Bioökonomie, Chief Bioeconomy Officer (CBO) an der Universität Hohenheim
- Beatrix Tappeser, stellv. Vorsitzende – Staatssekretärin a. D.
- Markus Wolperdinger, stellv. Vorsitzender – Institutsleiter des Fraunhofer-Instituts für Grenzflächen- und Bioverfahrenstechnik IGB
- Regina Birner – Leiterin des Lehrstuhls “Sozialer und institutioneller Wandel in der landwirtschaftlichen Entwicklung” am Hans-Ruthenberg-Institut an der Universität Hohenheim
- Michael Böcher – Professor für Politikwissenschaft mit dem Schwerpunkt Nachhaltige Entwicklung am Institut für Gesellschaftswissenschaften der Otto-von-Guericke-Universität Magdeburg
- Viola Bronsema – Geschäftsführerin von BIO Deutschland e.V.
- Thomas B. Brück – Leiter des Werner Siemens Lehrstuhls für Synthetische Biotechnologie im Fachgebiet Industrielle Biokatalyse an der Technischen Universität München
- Jürgen Eck – CEO & CTO von bio.IMPACT und SymbioPharm GmbH
- Peter H. Feindt – Professor für Agrar- und Ernährungspolitik am Thaer-Institut für Agrar- und Gartenbauwissenschaften an der Humboldt-Universität zu Berlin
- Ulrike Grote – Professorin für Agrar- und Entwicklungsökonomie am Institut für Umweltökonomik und Welthandel an der Leibniz Universität Hannover
- Stefanie Heiden – Lehrstuhlinhaberin, Universitätsprofessorin und Leiterin des Instituts für Innovations-Forschung, Technologie-Management & Entrepreneurship ITE in der Naturwissenschaftlichen Fakultät an der Leibniz Universität Hannover
- Ralf Kindervater – Geschäftsführer der BIOPRO Baden-Württemberg GmbH
- Thomas Lemke – Professor für Soziologie mit dem Schwerpunkt „Biotechnologie, Natur und Gesellschaft“ an der J.W. Goethe-Universität Frankfurt
- Felix zu Löwenstein – Vorstand im Forschungsinstitut für biologischen Landbau (FiBL) Deutschland
- Monika Pischetsrieder – Professorin und Lehrstuhlinhaberin Lebensmittelchemie am Lehrstuhl für Lebensmittelchemie an der Friedrich-Alexander Universität Erlangen-Nürnberg
- Klaus Richter – Professor für Holzwissenschaft an der School of Life Sciences an der Technischen Universität München
- Imme Scholz – eine von zwei Vorständen der Heinrich-Böll-Stiftung[9] und Honorarprofessorin an der Hochschule Bonn-Rhein-Sieg[10], Zentrum für Ethik und Verantwortung
- Joachim Spangenberg – Vorsitzender des Wissenschaftlichen Beirats des BUND Bund für Umwelt und Naturschutz Deutschland
- Christine Chemnitz – Direktorin von Agora Agrar

### Im Jahr 2022 ausgeschiedene Ratsmitglieder
- Maja Göpel – Honorarprofessorin für Nachhaltigkeitstransformationen an der Leuphana Universität Lüneburg
- Kai Niebert – Leiter des Lehrstuhls Didaktik der Naturwissenschaften und der Nachhaltigkeit an der Universität Zürich

### Gründungsmitglieder
Der Bioökonomierat wurde auf Bitte der damaligen Bundesforschungsministerin Annette Schavan in Abstimmung mit der damaligen Bundeslandwirtschaftsministerin Ilse Aigner über acatech (Deutsche Akademie der Technikwissenschaften) 2009 gegründet. Ein zentrales Gutachten dieses Rates mit dem Titel "Innovation Bioökonomie" wurde bereits 2010 vom Vorsitzenden des Rates Reinhard Hüttl an die beiden Ministerinnen übergeben. Auf Seite 60 dieses Gutachtens sind die Mitglieder dieses ersten nationalen Bioökonomierates aufgelistet. Eine Konsequenz dieses und weiterer Gutachten des BÖR war eine auf insgesamt 6 Jahre angelegte zusätzliche Förderung der Bioökonomieforschung in Deutschland mit einer Gesamthöhe von 2,4 Milliarden Euro, die vom damaligen parlamentarischen Staatssekretär des BMBF Thomas Rachel gemeinsam mit dem Vorsitzenden und weiteren Mitgliedern des BÖR verkündet wurde. Die Mitglieder der zweiten und der nachfolgenden Periode (4-jährig) des Bioökonomierates sind nachfolgend gelistet. 

### Mitglieder des Rates von 2012 bis 2020
Den Vorsitz des zweiten Bioökonomierates bildeten Christine Lang, Beraterin für mikrobielle Anwendungen bei Organobalance GmbH, und Joachim von Braun, Direktor des Zentrums für Entwicklungsforschung an der Universität Bonn. Die weiteren Ratsmitglieder waren Georg Friedrich Backhaus, Daniel Barben, Regina Birner, Léon Broers, Hannelore Daniel, Ulrich Hamm, Reinhard F. J. Hüttl, Folkhard Isermeyer, Ingrid Kögel-Knabner, Manfred Schwerin, Daniela Thrän, Wiltrud Treffenfeldt, Johannes Vogel und Holger Zinke.